# Chiến tranh Köln
Chiến tranh Köln diễn ra từ 1583 đến 1588 tàn phá tuyển hầu quốc Köln, một lịch công quốc giáo hội lịch sử của Thánh chế La Mã, ngày nay Nordrhein-Westfalen, ở Đức. Cuộc chiến xảy ra trong bối cảnh của cuộc Cải cách Tin Lành ở Đức và sau đó là cuộc Phản Cải cách, và đồng thời với cuộc nổi dậy Hà Lan và các cuộc chiến tranh tôn giáo Pháp.
Cũng được gọi là Chiến tranh của Seneschal hoặc Biến động Seneschal, và đôi khi Chiến tranh Sewer, cuộc xung đột đã thử nghiệm nguyên tắc Reservatum ecclesiasticum (bảo lưu giáo hội), vốn đã được đưa vào trong Hòa ước tôn giáo Augsburg (1555). Nguyên tắc này loại trừ, hoặc "bảo lưu", các vùng lãnh thổ của Giáo hội của Đế chế La Mã thần thánh khỏi việc áp dụng của cuius regio, eius religio, hoặc "người nào cai trị thì theo tôn giáo người đó", như là phương tiện chính để xác định tôn giáo của một vùng lãnh thổ. Nó quy định thay vào đó, nếu một hoàng thân của Giáo hội chuyển đổi sang đạo Tin lành, ông sẽ từ chức khỏi vị trí của mình, không ép buộc chuyển đổi của các đối tượng của mình.
Trong tháng 12 năm 1582, Gebhard, Truchsess von Waldburg, tuyển đế hầu của Köln, cải đạo sang đạo Tin Lành. Nguyên tắc đặt giáo hội yêu cầu ông từ chức. Thay vào đó, ông tuyên bố bình đẳng tôn giáo cho các thần dân của mình, và năm 1583, kết hôn với Agnes von Mansfeld-Eisleben, với ý định chuyển đổi công quốc của Giáo hội thành một lãnh địa công tước triều đại thế tục. Một phe nhóm trong Cathedral Chapter bầu một tổng giám mục, Ernst xứ Bavaria.
Ban đầu, quân đội của tổng giám mục tranh đua của Köln đã chiến đấu giành quyền kiểm soát các khu vực của lãnh thổ. Một số các nam tước và bá tước tổ chức lãnh thổ với các nghĩa vụ phong kiến với tuyển đế hầu cũng được tổ chức lãnh thổ ở các tỉnh Hà Lan lân cận, Westphalia, Liege, và Phía Nam hay Hà Lan thuộc Tây Ban Nha. Sự phức tạp của việc cấp thái ấp và thái ấp triều đại đã mở rộng mối thù địa phương để bao gồm cả những người tuyển hầu quốc Palatinate và lính đánh thuê Hà Lan, Scotland và Anh ở phe Tin Lành, và Bavaria và lính đánh thuê của Đức Giáo hoàng về phía Công giáo. Năm 1586, nó mở rộng hơn nữa, với sự tham gia trực tiếp của quân đội Tây Ban Nha và lính đánh thuê Ý cho phía bên Công giáo, và hỗ trợ tài chính và ngoại giao từ Henry III của Pháp và Elizabeth I của Anh cho phe Tin Lành.
Cuộc xung đột xảy ra đồng thời với cuộc nổi dậy Hà Lan, 1568-1648, khuyến khích sự tham gia của các tỉnh Hà Lan nổi loạn và người Tây Ban Nha. Cuộc chiến Köln dẫn đến việc củng cố thẩm quyền Wittelsbach trong Tây Bắc vùng lãnh thổ Đức và một sự chấn hưng Công giáo ở hạ lưu sông Rhine. Quan trọng hơn, nó cũng thiết lập một tiền lệ cho sự can thiệp bên ngoài trong các cuộc xung đột tôn giáo và triều đại của Đức.